# Znamienka (rejon prawdiński)
Znamienka (ros. Знаменка) – osiedle w Rosji, w obwodzie królewieckim, w rejonie prawdińskim. W 2010 liczyła 240 mieszkańców.